# Bílovec (nádraží)
Bílovec je dopravna D3 (dříve železniční stanice) v centrální části města Bílovec v okrese Nový Jičín v Moravskoslezském kraji v blízkosti řeky Bílovka. Leží v km 7,430 jednokolejné neelektrizované trati Studénka–Bílovec. Před stanicí je umístěno městské autobusové nádraží.

## Historie

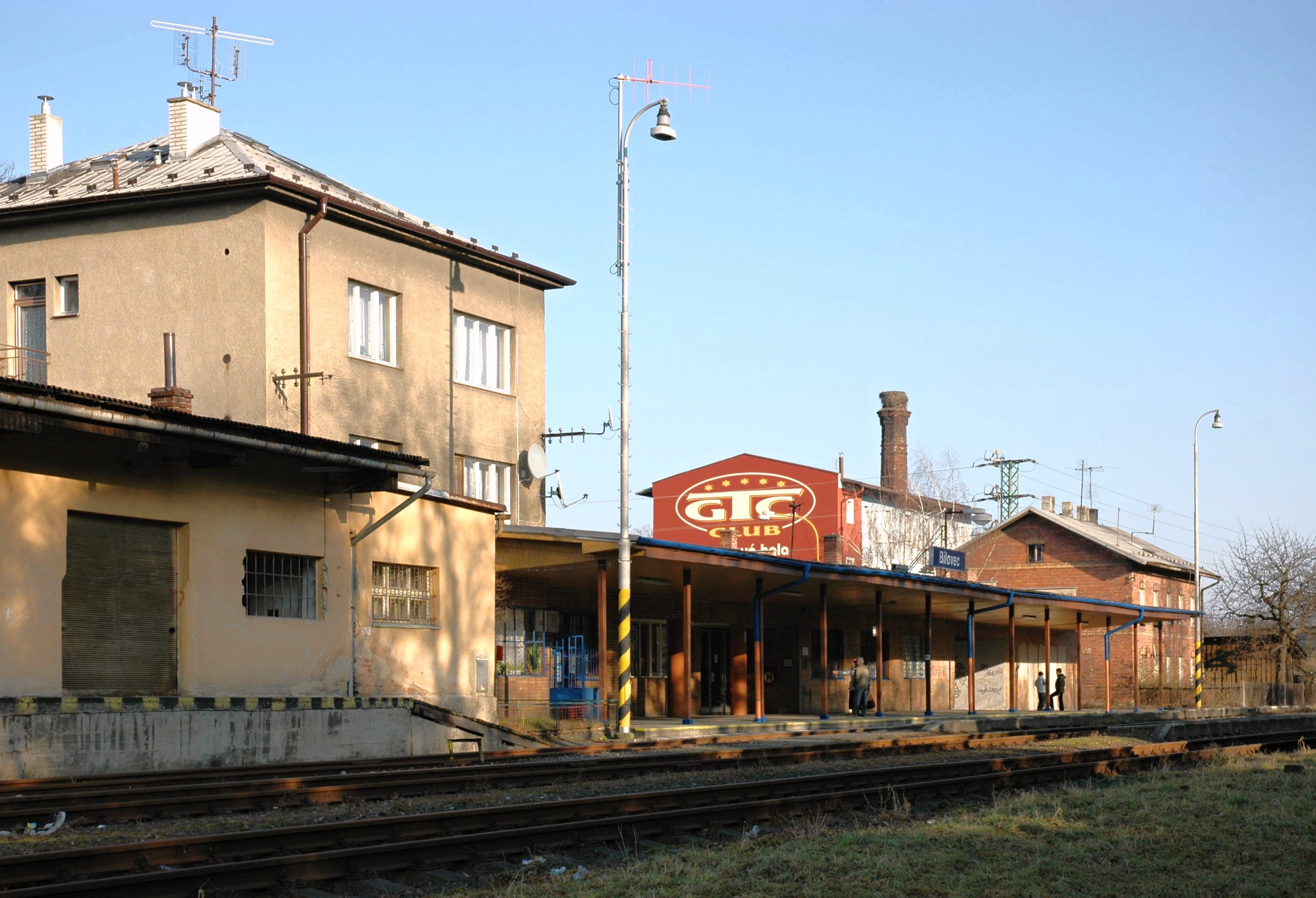
Budova v roce 2008, ještě se skladištěm a rampou

20. prosince 1880 otevřela společnost Severní dráha císaře Ferdinanda (KFNB) trať z Suchdola nad Odrou, odkud od roku 1847 vedla trať z Vídně do Krakova a slezské uhelné pánve v majetku téže společnosti. Nově postavená stanice v Bílovci zde vznikla jako koncová stanice podle typizovaného stavebního vzoru.
Po zestátnění KFNB v roce 1906 pak obsluhovala stanici jedna společnost, Císařsko-královské státní dráhy (kkStB), po roce 1918 pak správu přebraly Československé státní dráhy.

## Popis
Dopravna D3 Vidnava je řízena dirigujícím dispečerem, který sídlí ve stanici Suchdol nad Odrou, jedná se o jedinou dopravnu na trati (pokud nepočítáme Studénku). Dopravna je z trati kryta lichoběžníkovou tabulkou umístěnou v km 7,099.

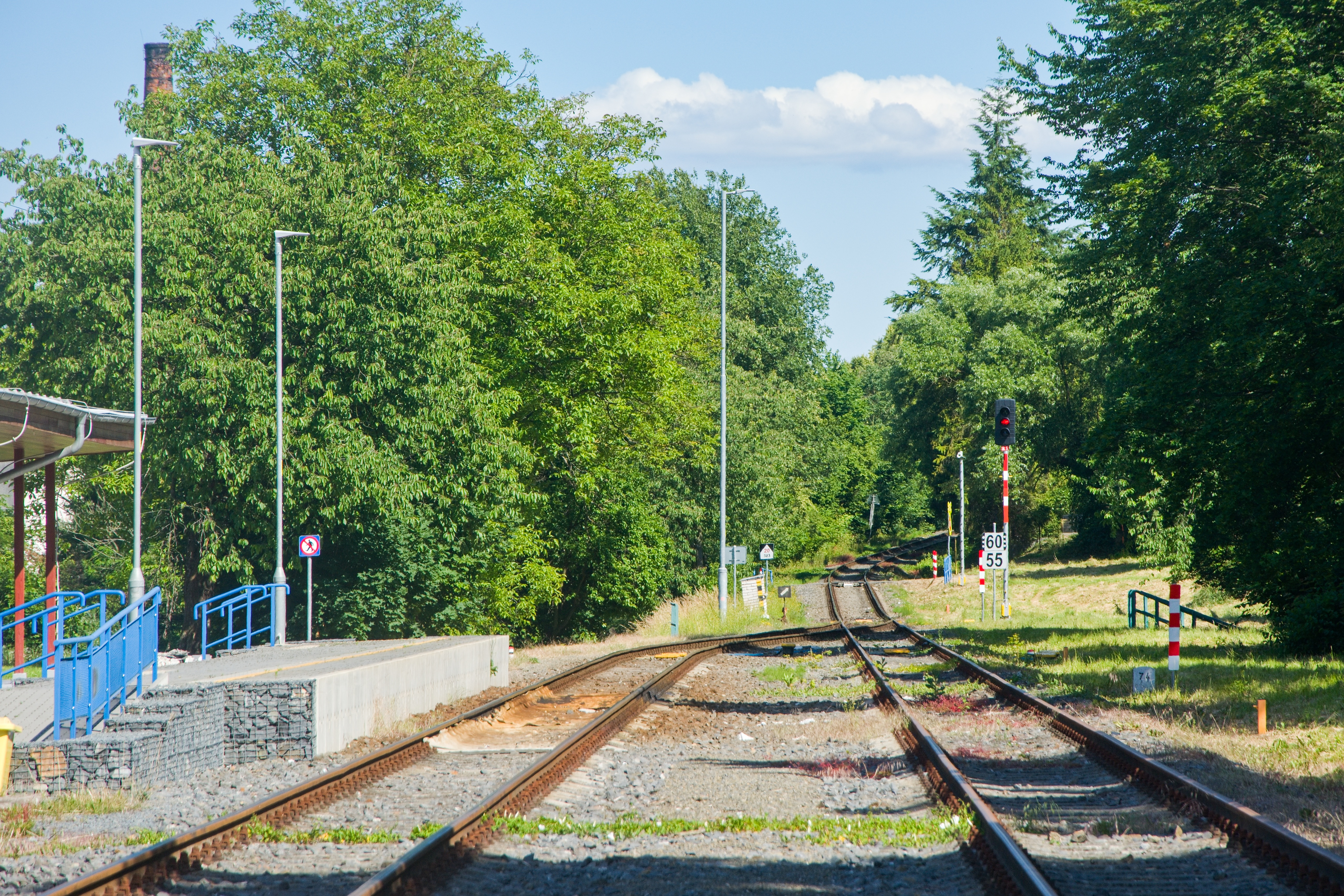
Pohled na nástupiště a zhlaví s krycím návěstidlem

V dopravně jsou dvě dopravní koleje, u budovy je dopravní kolej č. 2, následuje dopravní kolej č. 1. U koleje číslo 2 se nachází vnější jednostranné nástupiště o délce 41 m s nástupní hranou ve výšce 550 mm nad temenem kolejnice.
Na zhlaví se v km 7,297 nachází krycí návěstidlo SkS, které obsluhuje dirigující dispečer. Návěstidlo je vybaveno funkcionalitou výstraha při nedovoleném projetí návěstidla.
Na záhlaví dopravny se v km 7,219 nachází přejezd P6776 zabezpečený výstražnými kříži. Jedná se o pěší přechod přes kolej.

## Provoz osobní dopravy
Stanici obsluhují  ve směru z/do Studénky osobní vlaky ČD linky Esko S31 integrované v dopravním systému ODIS.